# Liste der Nummer-eins-Hits in den britischen Charts (1972)
Dies ist eine Liste der Nummer-eins-Hits in den britischen Charts im Jahr 1972. Sie basiert auf den Official Singles Chart Top 50 und den Official Albums Chart Top 50, die vom Chart Information Network ermittelt wurden. Es gab in diesem Jahr 18 Nummer-eins-Singles und 16 Nummer-eins-Alben.

## Singles
| ← 1971 ← | Liste der Nummer-eins-Hits in den britischen Charts | Liste der Nummer-eins-Hits in den britischen Charts | Liste der Nummer-eins-Hits in den britischen Charts                                                                           | 1973 →                    |
| \| Zeitraum \| Wo. ges. \| Interpret \| Titel Autor(en) \| Zusätzliche Informationen \| \| (Zeitraum, Wochen auf Platz eins, Interpret, Titel, Autor[en], zusätzliche Informationen) \| \| \| \| \| \| ----------------------------------------------------------------------------------------- \| -------- \| -------------------------- \| ----------------------------------------------------------------------------------------------------------------------------- \| ------------------------- \| \| 5. Dezember 1971 – 1. Januar 1972 4 Wochen \| 4 \| Benny Hill \| Ernie (The Fastest Milkman in the West) Benny Hill \| – \| \| 2. Januar 1972 – 29. Januar 1972 4 Wochen \| 4 \| The New Seekers \| I’d Like to Teach the World to Sing (In Perfect Harmony) Roger Cook, Roger John Reginald Greenaway, Bill Backer, Roquel Davis \| – \| \| 30. Januar 1972 – 12. Februar 1972 2 Wochen \| 2 \| T. Rex \| Telegram Sam Marc Bolan \| – \| \| 13. Februar 1972 – 4. März 1972 3 Wochen \| 3 \| Chicory Tip \| Son of My Father Musik: Giorgio Moroder; Originaltext: Michael Holm; englischer Text: Peter Bellotte \| – \| \| 5. März 1972 – 8. April 1972 5 Wochen \| 5 \| Nilsson \| Without You Thomas Evans, Peter William Ham \| – \| \| 9. April 1972 – 13. Mai 1972 5 Wochen \| 5 \| Royal Scots Dragoon Guards \| Amazing Grace Traditional \| – \| \| 14. Mai 1972 – 10. Juni 1972 4 Wochen \| 4 \| T. Rex \| Metal Guru Marc Bolan \| – \| \| 11. Juni 1972 – 24. Juni 1972 2 Wochen \| 2 \| Don McLean \| Vincent (Starry, Starry Night) Donald George McLean \| – \| \| 25. Juni 1972 – 1. Juli 1972 1 Woche \| 1 \| Slade \| Take Me Bak ’Ome Neville Holder, James Lea \| – \| \| 2. Juli 1972 – 5. August 1972 5 Wochen \| 5 \| Donny Osmond \| Puppy Love Paul Anka \| – \| \| 6. August 1972 – 26. August 1972 3 Wochen \| 3 \| Alice Cooper \| School’s Out Vincent Furnier, Michael O’Bruce, Glen Buxton, Dennis Dunaway, Neal A. Smith \| – \| \| 27. August 1972 – 2. September 1972 1 Woche \| 1 \| Rod Stewart \| You Wear It Well Roderick David Stewart, Martin Quittenton \| – \| \| 3. September 1972 – 23. September 1972 3 Wochen \| 3 \| Slade \| Mama Weer All Crazee Now Neville Holder, James Lea \| – \| \| 24. September 1972 – 7. Oktober 1972 2 Wochen \| 2 \| David Cassidy \| How Can I Be Sure Edward J. Brigati Jr., Felix Cavaliere \| – \| \| 8. Oktober 1972 – 4. November 1972 4 Wochen \| 4 \| Lieutenant Pigeon \| Mouldy Old Dough Nigel Francis Fletcher, Robert George Woodward \| – \| \| 5. November 1972 – 18. November 1972 2 Wochen \| 2 \| Gilbert O’Sullivan \| Clair Gilbert O’Sullivan \| – \| \| 19. November 1972 – 16. Dezember 1972 4 Wochen \| 4 \| Chuck Berry \| My Ding-a-Ling Dave Bartholomew[1] \| – \| \| 17. Dezember 1972 – 20. Januar 1973 5 Wochen \| 5 \| Little Jimmy Osmond \| Long Haired Lover from Liverpool Christopher Kingsley \| – \| |                                                     |                                                     | |                           |
| ← 1971 |                                                     |                                                     | | → 1973 →                  |
| Zeitraum | Wo. ges.                                            | Interpret                                           | Titel Autor(en) | Zusätzliche Informationen |
| (Zeitraum, Wochen auf Platz eins, Interpret, Titel, Autor[en], zusätzliche Informationen) |                                                     |                                                     | |                           |
| 5. Dezember 1971 – 1. Januar 1972 4 Wochen | 4                                                   | Benny Hill                                          | Ernie (The Fastest Milkman in the West) Benny Hill                                                                            | –                         |
| 2. Januar 1972 – 29. Januar 1972 4 Wochen | 4                                                   | The New Seekers                                     | I’d Like to Teach the World to Sing (In Perfect Harmony) Roger Cook, Roger John Reginald Greenaway, Bill Backer, Roquel Davis | –                         |
| 30. Januar 1972 – 12. Februar 1972 2 Wochen | 2                                                   | T. Rex                                              | Telegram Sam Marc Bolan | –                         |
| 13. Februar 1972 – 4. März 1972 3 Wochen | 3                                                   | Chicory Tip                                         | Son of My Father Musik: Giorgio Moroder; Originaltext: Michael Holm; englischer Text: Peter Bellotte                          | –                         |
| 5. März 1972 – 8. April 1972 5 Wochen | 5                                                   | Nilsson                                             | Without You Thomas Evans, Peter William Ham                                                                                   | –                         |
| 9. April 1972 – 13. Mai 1972 5 Wochen | 5                                                   | Royal Scots Dragoon Guards                          | Amazing Grace Traditional | –                         |
| 14. Mai 1972 – 10. Juni 1972 4 Wochen | 4                                                   | T. Rex                                              | Metal Guru Marc Bolan | –                         |
| 11. Juni 1972 – 24. Juni 1972 2 Wochen | 2                                                   | Don McLean                                          | Vincent (Starry, Starry Night) Donald George McLean                                                                           | –                         |
| 25. Juni 1972 – 1. Juli 1972 1 Woche | 1                                                   | Slade                                               | Take Me Bak ’Ome Neville Holder, James Lea                                                                                    | –                         |
| 2. Juli 1972 – 5. August 1972 5 Wochen | 5                                                   | Donny Osmond                                        | Puppy Love Paul Anka | –                         |
| 6. August 1972 – 26. August 1972 3 Wochen | 3                                                   | Alice Cooper                                        | School’s Out Vincent Furnier, Michael O’Bruce, Glen Buxton, Dennis Dunaway, Neal A. Smith                                     | –                         |
| 27. August 1972 – 2. September 1972 1 Woche | 1                                                   | Rod Stewart                                         | You Wear It Well Roderick David Stewart, Martin Quittenton                                                                    | –                         |
| 3. September 1972 – 23. September 1972 3 Wochen | 3                                                   | Slade                                               | Mama Weer All Crazee Now Neville Holder, James Lea                                                                            | –                         |
| 24. September 1972 – 7. Oktober 1972 2 Wochen | 2                                                   | David Cassidy                                       | How Can I Be Sure Edward J. Brigati Jr., Felix Cavaliere                                                                      | –                         |
| 8. Oktober 1972 – 4. November 1972 4 Wochen | 4                                                   | Lieutenant Pigeon                                   | Mouldy Old Dough Nigel Francis Fletcher, Robert George Woodward                                                               | –                         |
| 5. November 1972 – 18. November 1972 2 Wochen | 2                                                   | Gilbert O’Sullivan                                  | Clair Gilbert O’Sullivan | –                         |
| 19. November 1972 – 16. Dezember 1972 4 Wochen | 4                                                   | Chuck Berry                                         | My Ding-a-Ling Dave Bartholomew                                                                                               | –                         |
| 17. Dezember 1972 – 20. Januar 1973 5 Wochen | 5                                                   | Little Jimmy Osmond                                 | Long Haired Lover from Liverpool Christopher Kingsley                                                                         | –                         |

## Alben
| ← 1971 ← | Liste der Nummer-eins-Hits in den britischen Charts | Liste der Nummer-eins-Hits in den britischen Charts | Liste der Nummer-eins-Hits in den britischen Charts | 1973 →                    |
| \| Zeitraum \| Wo. ges. \| Interpret \| Titel \| Zusätzliche Informationen \| \| (Zeitraum, Wochen auf Platz eins, Interpret, Titel, zusätzliche Informationen) \| \| \| \| \| \| ------------------------------------------------------------------------------ \| -------- \| -------------------------- \| ----------------------------------------------- \| ------------------------- \| \| 12. Dezember 1971 – 22. Januar 1972 6 Wochen (insgesamt 8) \| 8 \| T. Rex \| Electric Warrior \| – \| \| 23. Januar 1972 – 29. Januar 1972 1 Woche \| 1 \| George Harrison & Friends \| The Concert for Bangla Desh \| – \| \| 30. Januar 1972 – 12. Februar 1972 2 Wochen (insgesamt 8) \| 8 \| T. Rex \| Electric Warrior \| – \| \| 13. Februar 1972 – 4. März 1972 3 Wochen \| 3 \| Neil Reid \| Neil Reid \| – \| \| 5. März 1972 – 11. März 1972 1 Woche \| 1 \| Neil Young \| Harvest \| – \| \| 12. März 1972 – 18. März 1972 1 Woche \| 1 \| Paul Simon \| Paul Simon \| – \| \| 19. März 1972 – 15. April 1972 4 Wochen \| 4 \| Lindisfarne \| Fog on the Tyne \| – \| \| 16. April 1972 – 29. April 1972 2 Wochen (insgesamt 3) \| 3 \| Deep Purple \| Machine Head \| – \| \| 30. April 1972 – 6. Mai 1972 1 Woche \| 1 \| T. Rex \| Prophets, Seers & Sages / My People Were Fair … \| – \| \| 7. Mai 1972 – 13. Mai 1972 1 Woche (insgesamt 3) \| 3 \| Deep Purple \| Machine Head \| – \| \| 14. Mai 1972 – 3. Juni 1972 3 Wochen \| 3 \| T. Rex \| Bolan Boogie \| – \| \| 4. Juni 1972 – 10. Juni 1972 1 Woche (insgesamt 2) \| 2 \| The Rolling Stones \| Exile on Main Street \| – \| \| 11. Juni 1972 – 5. August 1972 8 Wochen \| 8 \| (Verschiedene Interpreten) \| 20 Dynamic Hits \| – \| \| 6. August 1972 – 9. September 1972 5 Wochen (insgesamt 6) \| 6 \| (Verschiedene Interpreten) \| 20 Fantastic Hits \| – \| \| 10. September 1972 – 23. September 1972 2 Wochen \| 2 \| Rod Stewart \| Never a Dull Moment \| – \| \| 24. September 1972 – 30. September 1972 1 Woche (insgesamt 6) \| 6 \| Verschiedene Interpreten \| 20 Fantastic Hits \| – \| \| 1. Oktober 1972 – 25. November 1972 8 Wochen (insgesamt 11) \| 11 \| (Verschiedene Interpreten) \| 20 All Time Hits of the 50’s \| – \| \| 26. November 1972 – 16. Dezember 1972 3 Wochen \| 3 \| (Verschiedene Interpreten) \| 25 Rockin’ and Rollin’ Greats \| – \| \| 17. Dezember 1972 – 6. Januar 1973 3 Wochen (insgesamt 11) \| 11 \| Verschiedene Interpreten \| 20 All Time Hits of the 50’s \| – \| |                                                     |                                                     |                                                     |                           |
| ← 1971 |                                                     |                                                     |                                                     | → 1973 →                  |
| Zeitraum | Wo. ges.                                            | Interpret                                           | Titel                                               | Zusätzliche Informationen |
| (Zeitraum, Wochen auf Platz eins, Interpret, Titel, zusätzliche Informationen) |                                                     |                                                     |                                                     |                           |
| 12. Dezember 1971 – 22. Januar 1972 6 Wochen (insgesamt 8) | 8                                                   | T. Rex                                              | Electric Warrior                                    | –                         |
| 23. Januar 1972 – 29. Januar 1972 1 Woche | 1                                                   | George Harrison & Friends                           | The Concert for Bangla Desh                         | –                         |
| 30. Januar 1972 – 12. Februar 1972 2 Wochen (insgesamt 8) | 8                                                   | T. Rex                                              | Electric Warrior                                    | –                         |
| 13. Februar 1972 – 4. März 1972 3 Wochen | 3                                                   | Neil Reid                                           | Neil Reid                                           | –                         |
| 5. März 1972 – 11. März 1972 1 Woche | 1                                                   | Neil Young                                          | Harvest                                             | –                         |
| 12. März 1972 – 18. März 1972 1 Woche | 1                                                   | Paul Simon                                          | Paul Simon                                          | –                         |
| 19. März 1972 – 15. April 1972 4 Wochen | 4                                                   | Lindisfarne                                         | Fog on the Tyne                                     | –                         |
| 16. April 1972 – 29. April 1972 2 Wochen (insgesamt 3) | 3                                                   | Deep Purple                                         | Machine Head                                        | –                         |
| 30. April 1972 – 6. Mai 1972 1 Woche | 1                                                   | T. Rex                                              | Prophets, Seers & Sages / My People Were Fair …     | –                         |
| 7. Mai 1972 – 13. Mai 1972 1 Woche (insgesamt 3) | 3                                                   | Deep Purple                                         | Machine Head                                        | –                         |
| 14. Mai 1972 – 3. Juni 1972 3 Wochen | 3                                                   | T. Rex                                              | Bolan Boogie                                        | –                         |
| 4. Juni 1972 – 10. Juni 1972 1 Woche (insgesamt 2) | 2                                                   | The Rolling Stones                                  | Exile on Main Street                                | –                         |
| 11. Juni 1972 – 5. August 1972 8 Wochen | 8                                                   | (Verschiedene Interpreten)                          | 20 Dynamic Hits                                     | –                         |
| 6. August 1972 – 9. September 1972 5 Wochen (insgesamt 6) | 6                                                   | (Verschiedene Interpreten)                          | 20 Fantastic Hits                                   | –                         |
| 10. September 1972 – 23. September 1972 2 Wochen | 2                                                   | Rod Stewart                                         | Never a Dull Moment                                 | –                         |
| 24. September 1972 – 30. September 1972 1 Woche (insgesamt 6) | 6                                                   | Verschiedene Interpreten                            | 20 Fantastic Hits                                   | –                         |
| 1. Oktober 1972 – 25. November 1972 8 Wochen (insgesamt 11) | 11                                                  | (Verschiedene Interpreten)                          | 20 All Time Hits of the 50’s                        | –                         |
| 26. November 1972 – 16. Dezember 1972 3 Wochen | 3                                                   | (Verschiedene Interpreten)                          | 25 Rockin’ and Rollin’ Greats                       | –                         |
| 17. Dezember 1972 – 6. Januar 1973 3 Wochen (insgesamt 11) | 11                                                  | Verschiedene Interpreten                            | 20 All Time Hits of the 50’s                        | –                         |

Die Angaben basieren auf den offiziellen Verkaufshitparaden des Chart Information Networks für das Vereinigte Königreich. Die Datumsangaben beziehen sich auf das Gültigkeitsdatum der Charts, also jeweils die auf die Verkaufswoche folgende Woche.

## Jahreshitparaden
| ← 1971 ← | Liste der Nummer-eins-Hits in den britischen Charts | Liste der Nummer-eins-Hits in den britischen Charts      | Liste der Nummer-eins-Hits in den britischen Charts | 1973 →   |
| \| Singles \| Position# \| Alben \| \| --------------------------------------------------------------------------------------------------------------------------------------------- \| --------- \| -------------------------------------------------------- \| \| Amazing Grace The Pipes and Drums and Military Band of the Royal Scots Dragoon Guards Traditional \| 1 \| 20 Dynamic Hits (Verschiedene Interpreten) \| \| Mouldy Old Dough Lieutenant Pigeon Nigel Francis Fletcher, Robert George Woodward \| 2 \| 20 All Time Hits of the 50’s (Verschiedene Interpreten) \| \| Puppy Love Donny Osmond Paul Anka \| 3 \| Simon and Garfunkel’s Greatest Hits Simon & Garfunkel \| \| Without You Nilsson Thomas Evans, Peter William Ham \| 4 \| Never a Dull Moment Rod Stewart \| \| I’d Like to Teach the World to Sing (In Perfect Harmony) The New Seekers Roger Cook, Roger John Reginald Greenaway, Bill Backer, Roquel Davis \| 5 \| 20 Fantastic Hits (Verschiedene Interpreten) \| \| Son of My Father Chicory Tip Musik: Giorgio Moroder; Originaltext: Michael Holm; englischer Text: Peter Bellotte \| 6 \| Bridge over Troubled Water Simon & Garfunkel \| \| Rock and Roll (Parts 1 & 2) Gary Glitter Mike Leander, Gary Glitter \| 7 \| Slade Alive Slade \| \| Metal Guru T. Rex Marc Bolan \| 8 \| Fog on the Tyne Lindisfarne \| \| Mother of Mine Neil Reid William George Parkinson \| 9 \| 25 Rockin’ and Rollin’ Greats (Verschiedene Interpreten) \| \| American Pie Don McLean Donald McLean \| 10 \| American Pie Don McLean \| |                                                     |                                                          |                                                     |          |
| ← 1971 |                                                     |                                                          |                                                     | → 1973 → |
| Singles | Position#                                           | Alben                                                    |                                                     |          |
| Amazing Grace The Pipes and Drums and Military Band of the Royal Scots Dragoon Guards Traditional | 1                                                   | 20 Dynamic Hits (Verschiedene Interpreten)               |                                                     |          |
| Mouldy Old Dough Lieutenant Pigeon Nigel Francis Fletcher, Robert George Woodward | 2                                                   | 20 All Time Hits of the 50’s (Verschiedene Interpreten)  |                                                     |          |
| Puppy Love Donny Osmond Paul Anka | 3                                                   | Simon and Garfunkel’s Greatest Hits Simon & Garfunkel    |                                                     |          |
| Without You Nilsson Thomas Evans, Peter William Ham | 4                                                   | Never a Dull Moment Rod Stewart                          |                                                     |          |
| I’d Like to Teach the World to Sing (In Perfect Harmony) The New Seekers Roger Cook, Roger John Reginald Greenaway, Bill Backer, Roquel Davis | 5                                                   | 20 Fantastic Hits (Verschiedene Interpreten)             |                                                     |          |
| Son of My Father Chicory Tip Musik: Giorgio Moroder; Originaltext: Michael Holm; englischer Text: Peter Bellotte | 6                                                   | Bridge over Troubled Water Simon & Garfunkel             |                                                     |          |
| Rock and Roll (Parts 1 & 2) Gary Glitter Mike Leander, Gary Glitter | 7                                                   | Slade Alive Slade                                        |                                                     |          |
| Metal Guru T. Rex Marc Bolan | 8                                                   | Fog on the Tyne Lindisfarne                              |                                                     |          |
| Mother of Mine Neil Reid William George Parkinson | 9                                                   | 25 Rockin’ and Rollin’ Greats (Verschiedene Interpreten) |                                                     |          |
| American Pie Don McLean Donald McLean | 10                                                  | American Pie Don McLean                                  |                                                     |          |